# Shuihudi
Shuihudi (chinesisch 睡虎地) ist eine archäologische Stätte in Yunmeng (chinesisch 云梦), in der chinesischen Provinz Hubei.
Shuihudi ist besonders bekannt für den Fund der "Bambustäfelchen der Qin- und Han-Zeit" (chin. 秦墓竹简; Pinyin: Qínmù zhújiǎn; engl. Qin tomb bamboo slips), der in der chinesischen Fachliteratur auch als "Qin-Bambustäfelchen aus Yunmeng" (Yúnmèng Qínjiǎn 云梦秦简) bezeichnet wird. Der volle Name lautet "Bambustäfelchen der Qin- und Han-Zeit aus Shuihudi" (Shuihudi Qinmu zhujian 睡虎地秦墓竹简), wobei die dt. Übersetzung hier berücksichtigt, dass dort auch Texte aus der Westlichen Han-Dynastie entdeckt wurden. Auch die Bezeichnungen "Qin-Bambustäfelchen aus Shuihudi" (Shuihudi Qinjian 睡虎地秦简), "Bambustäfelchen aus Yunmeng" (chin. 云梦竹简; Pinyin: Yúnmèng zhújiǎn) oder einfach "Qin-Bambustäfelchen" (Qinjian 秦简) sind üblich.
Hierbei handelt es sich um das im Dezember 1975 in dem bei Yunmeng (云梦) gelegenen Ort Shuihudi, Provinz Hubei, ausgegrabene Qin-Grab, worin sich über 1100 Bambustäfelchen, überwiegend mit Gesetzestexten aus der Zeit von Qinshihuang befanden. Das Grab wird auf das Jahr 217 v. Chr. datiert.
Begraben war darin ein Beamter aus der Nan-Kommanderie (Nanjun 南郡), die in der späten Zeit der Streitenden Reiche von König Zhaoxiang (昭襄) aus dem Staate Qin nach der Eroberung der Hauptstadt Ying (郢) von Chu 278 v. Chr. errichtet worden war.

## Texte
- Biannianji 编年记
- Falü dawen 法律答问
- Fengzhenshi 封诊式
- Jiaolü 效律
- Qinlü zachao 秦律杂抄
- Qinlü shiba zhong 秦律十八种
- Rishu 日书 (A)
- Rishu 日书 (B)
- Wei li zhi dao 为吏之道
- Yushu 语书

## Namensvarianten für die Textfunde
Qinmu zhujian, Yunmeng zhujian, Shuihudi Qinmu zhujian, Shuihudi Qinjian, Yunmeng Qinjian, Qinjian